# Srnojedy

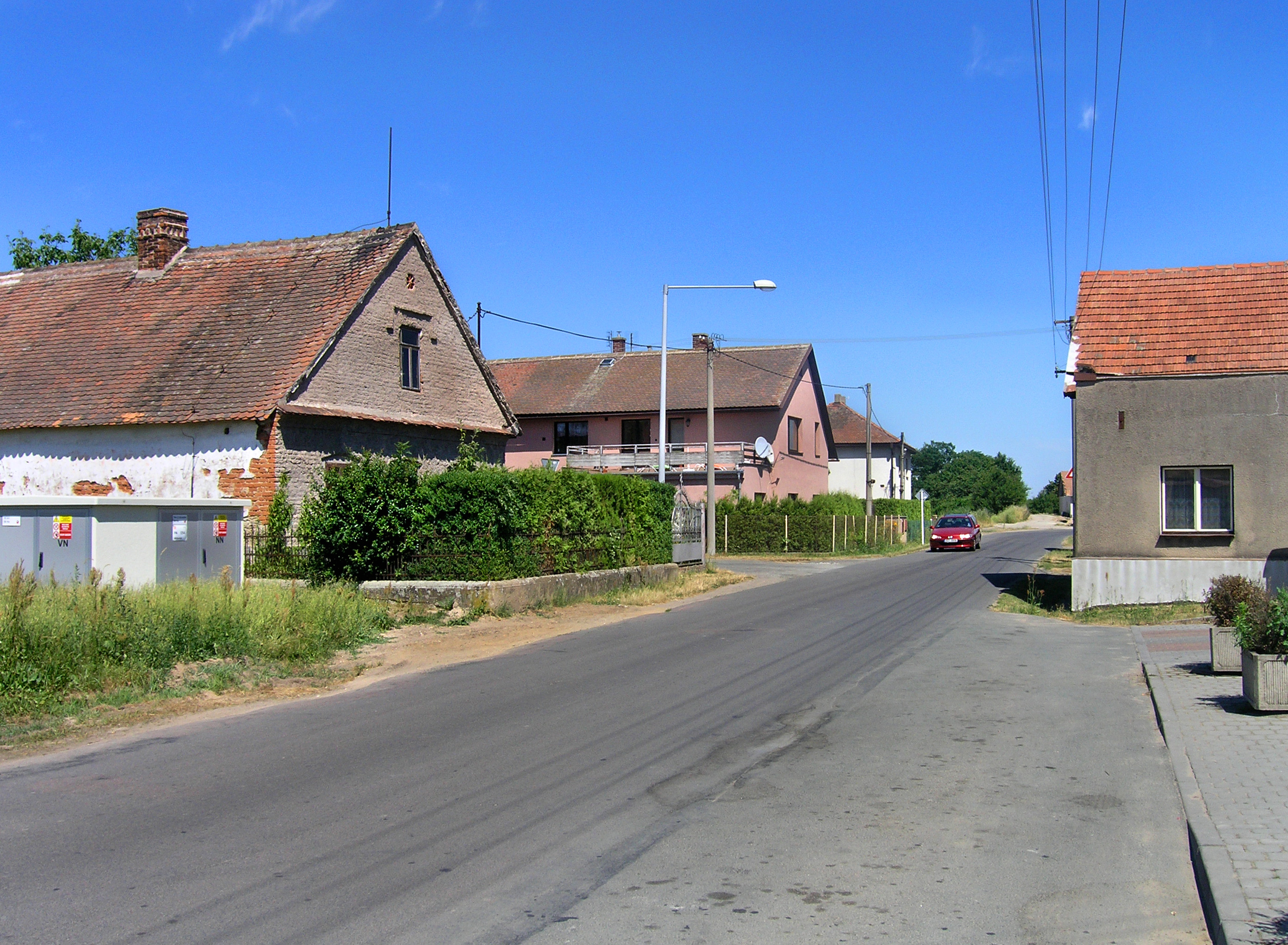
Pardubická ul.

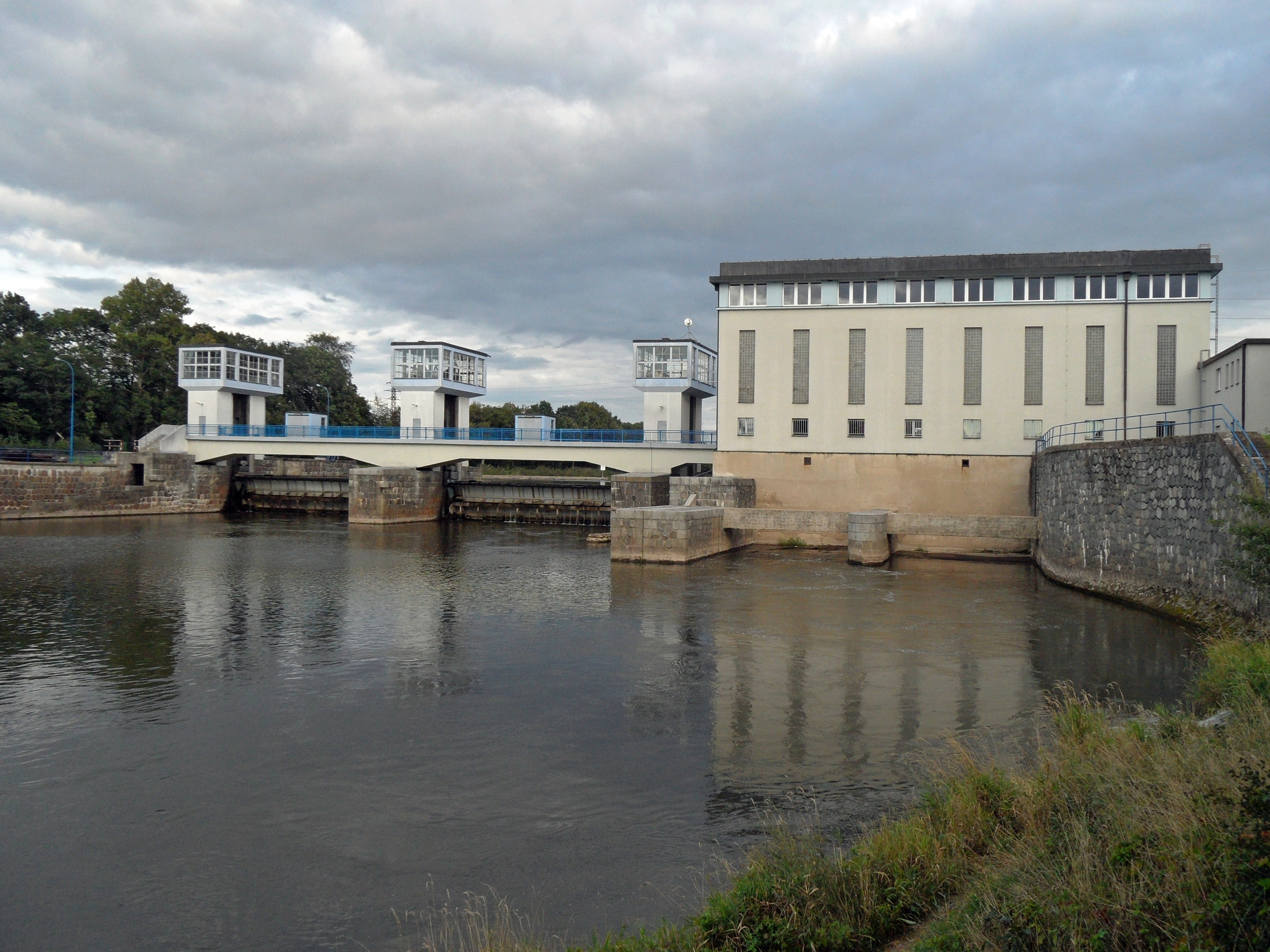
Schleuse Srnojedy

Srnojedy (deutsch Sernojed, auch Srnojed) ist eine Gemeinde in Tschechien. Sie liegt sechs Kilometer westlich des Stadtzentrums von Pardubice und gehört zum Okres Pardubice.

## Geographie
Srnojedy befindet sich linksseitig der Elbe in der Polabská rovina (Elbniederung). Durch den Ort fließt der Bach Čivická svodnice, westlich der Podolský potok. Nordwestlich des Dorfes liegt die Schleuse Srnojedy. Im Süden führt die Bahnstrecke Česká Třebová–Praha an Srnojedy vorbei, dahinter liegt das Wildgehege Staré Čívice. Rechtselbisch erstrecken sich die Klär- und Produktionsanlagen des Chemieunternehmens Synthesia, a.s., Pardubice; die dortigen Ortschaften Blatník und Blatníkovská Lhotka wurden zu Beginn der 1960er Jahre wegen des Ausbaus des Chemiekomplexes Semtín devastiert.
Nachbarorte sind Rybitví im Norden, Semtín und Rosice im Nordosten, Zelené Předměstí im Osten, Svítkov und Popkovice im Südosten, Staré Čívice im Süden, Bezděkov, Kokešov und Veselí im Südwesten, Krchleby und Lány na Důlku im Westen sowie Živanice und Černá u Bohdanče im Nordwesten.

## Geschichte
Das Dorf wurde wahrscheinlich am Übergang vom 12. zum 13. Jahrhundert gegründet. Die erste urkundliche Erwähnung von Srnojedy erfolgte 1410, als der Besitzer Jan von Srnojed, genannt Tluch, am Prager Hofgericht wegen seines Erbes klagte. Im Jahre 1462 verkaufte Jan Žák die Feste Krchleby mit allem Zubehör, darunter auch Srnojedy, an die Brüder Jan und Jiří von Ohnišťany. Jan d. J. von Ohnišťany veräußerte das Gut Krchleby 1502 an die Stadt Chrudim, dabei wurde auch eine Mühle in Srnojedy, die Erbfähre Košlan und eine Fischerchaluppe an der Elbe erwähnt. Wegen der Beteiligung der Königsstadt Chrudim am Ständeaufstand gegen die Habsburger konfiszierte König Ferdinand I. 1547 deren Güter und verkaufte sie an Johann von Pernstein. Dieser schlug das Gut Krchleby mit Srnojedy seiner Herrschaft Pardubitz zu. Die Herren von Pernstein unterstellten Srnojedy der Rychta Jezbořice. Das Dorf bestand in der Mitte des 16. Jahrhunderts aus sieben Bauern und einer privilegierten Schänke. 1560 verkaufte Jaroslav von Pernstein die Herrschaft Pardubitz an König Ferdinand I. In den nachfolgenden Jahrhunderten wuchs das Dorf nur geringfügig an.
Im Jahre 1835 bestand das im Chrudimer Kreis gelegene Dorf Srnoged aus 18 Häusern, in denen 116 Personen, darunter eine protestantische Familie, lebten. Südlich des Dorfes erstreckte sich der Teich Habřin. Pfarrort war Lan ob der Gruben. Bis zur Mitte des 19. Jahrhunderts blieb Srnoged der k.k. Kameralherrschaft Pardubitz untertänig.
Nach der Aufhebung der Patrimonialherrschaften bildete Srnojedy ab 1849 eine Gemeinde im Gerichtsbezirk Pardubitz. Ab 1868 gehörte das Dorf zum Bezirk Pardubitz. Der Teich Habřin wurde in der zweiten Hälfte des 19. Jahrhunderts trockengelegt. In den 1920er Jahren setzte eine Vergrößerung des Dorfes ein, im darauffolgenden Jahrzehnt erfolgte die Elektrifizierung. Die Freiwillige Feuerwehr wurde 1933 gegründet. Zwischen 1932 und 1937 errichtete die Prager Firma František Secký in der Elbe oberhalb der Mündung des Podolský potok ein Wehr mit Schleuse, in den Jahren 1940 – 1947 wurde die Wehranlage Srnojedy um ein Wasserkraftwerk erweitert. Auf den Gründen des Hofes Srnojedský dvůr entstand in den 1950er Jahren eine Einfamilienhaussiedlung. 1949 wurde Srnojedy dem Okres Pardubice-okolí zugeordnet. Dieser wurde im Zuge der Gebietsreform von 1960 aufgehoben, seitdem gehört das Dorf wieder zum Okres Pardubice. 1964 wurde Srnojedy nach Lány na Důlku eingemeindet. Ab 1986 gehörte Srnojedy als Ortsteil zu Pardubice. Seit Beginn des Jahres 1994 besteht die Gemeinde Srnojedy wieder. Seit 1998 führt Srnojedy ein Wappen und Banner.

## Gemeindegliederung
Für die Gemeinde Srnojedy sind keine Ortsteile ausgewiesen. Srnojedy bildet eine Enklave innerhalb des Pardubicer Stadtgebietes.

## Sehenswürdigkeiten
- Kreuz auf dem Dorfplatz
- Gedenkstein für die Gefallenen des Ersten Weltkrieges